# Pas de pitié pour les croissants
Pas de pitié pour les croissants est une série télévisée humoristique française en 139 épisodes d'une durée variant de 15 à 30 minutes, créée par Jean-François Porry et diffusée du 6 septembre 1987 au 7 juillet 1991 dans le Club Dorothée sur TF1. Rediffusion entre 1991 et 1993 puis du 28 décembre 1995 au 30 août 1997. Au Québec, la série a été diffusée à partir du 4 septembre 1988 sur Canal Famille. La série est diffusée depuis 2007 tous les samedis et dimanches matins en Communauté française de Belgique sur AB4 et fréquemment en France sur AB1. Depuis le 17 juillet 2020, la série est intégralement disponible sur la chaîne Youtube Génération Club Do.

## Synopsis
Signée AB Productions, cette série met en scène les membres du Club Dorothée et un invité (de la télévision ou de la chanson) dans des histoires humoristiques improvisées et souvent absurdes, recourant fréquemment à la mise en abyme. Tous les épisodes sont tournés avec la technique du fond bleu (aujourd'hui, c'est plutôt le fond vert qui est le plus utilisé).
Chaque épisode possède la même structure scénaristique :
- Une histoire de base découpée en plusieurs parties de 2, 3 ou 4 minutes (mise en scène par l'invité et les acteurs principaux) ;
- Des sketchs très courts (par ex. Marotte et Charlie, Dorothée et Jackie en bébé, Janine et Mauricette) ;
- Mais aussi des clips vidéo produits par AB Productions (Dorothée, Emmanuelle,....) ;
- Et enfin des extraits (des slogans) d'une dizaine de secondes qui viennent se glisser entre chaque plan (faits par Jackie, Ariane, Dorothée, Patrick, Corbier ou l'invité de l'épisode) ;
- Un bêtisier de 1 ou 2 minutes ;
- Une séquence où l'invité est sur le plateau du Club Dorothée et prend son petit-déjeuner en discutant avec l'équipe.

Le générique fut changé trois fois :
- Lors des épisodes 80 et 81, plusieurs logos « Pas de pitié pour les croissants » naviguent entre des extraits d'épisodes précédents. La musique reste la même.
- Des épisodes 82 à 126, les lettres « PPPC » ainsi que des extraits d'émissions naviguent sur un fond marron sur lequel se trouvent les lettres « PPPC » noires et marron. La musique reste la même.
- À partir de l'épisode 127, des images d'épisodes précédents défilent avec une incrustation du logo « Pas de pitié pour les croissants ». Une toute nouvelle musique est utilisée.

À partir de l'épisode 99, les épisodes sont réduits : les sketchs très courts, les clips vidéos ainsi que la séquence de fin entre l'invité et l'équipe du Club Dorothée disparaissent et des rires enregistrés sont ajoutés lors des scènes comiques.

## Distribution

### Personnages principaux
- Ariane Carletti : Ariane (absente à l'épisode 1)
- François Corbier : Corbier (absent à l'épisode 15)
- Frédérique Hoschédé : Dorothée
- Jacques Jacubowitz : Jacky / Marotte
- Patrick Simpson-Jones : Patrick / Charlie / Superpat (absent à partir de l'épisode 122)

### Personnages secondaires
- Patrick Tenot : Pat (épisodes secondaires)
- Bernard Wantier : Minet (Saison 1 : épisode 38 - Saison 2 : épisodes 55, 59 et 79 - Saison 3 : épisodes 94 et 95 - Saison 4 : épisodes 105 et 106)
- Hélène Rollès : Hélène (Saison 2 : épisodes 49, 75 et 76 - Saison 3 : épisodes 99 et 100 - Saison 4 : épisode 123)
- Yvan-Chrysostome Dolto : Carlos (Saison 1 : épisode 10 - Saison 2 : épisodes 58, 68 et 69)
- Emmanuelle Mottaz : Emmanuelle (Saison 1 : épisodes 5, 26 et 27)
- Julien Lepers : Julien (Saison 2 : épisode 52 - Saison 3 : épisode 87)
- Claude Chamboissier : Framboisier (Saison 2 : épisodes 59 et 79 - Saison 3 : épisode 94)
- Eric Bouad : Eric (Saison 2 : épisodes 59 et 79 - Saison 3 : épisode 94)
- René Morizur : René (Saison 2 : épisodes 59 et 79 - Saison 3 : épisode 94)
- Rémy Sarrazin : Rémy (Saison 2 : épisodes 59 et 79 - Saison 3 : épisode 94)

### Invités
Dans chaque épisode se trouvait un invité, la plupart du temps animateur de TF1, mais également quelques célébrités du sport ou de la chanson :

Annie Cordy, Philippe Lavil, Thierry Roland, Christine Bravo qui interprète la Pythie faisant des oracles, Jean-Pierre Foucault, Chantal Goya, Dick Rivers, Fabienne Thibeault, Christian Morin, Karen Cheryl, André Bézu, Emmanuelle Mottaz, Roger Zabel, Annie Pujol, Simone Garnier, Bernard Montiel, Hélène Rollès, Henri Pescarolo, C. Jérôme, André Lamy, Évelyne Dhéliat, Julien Lepers, Jean Roucas, Alain Gillot-Pétré, Évelyne Leclercq, Philippe Risoli, Carlos, Danièle Gilbert, Patrick Roy, Gilbert Montagné, Bernard Minet, Fabienne Égal, Isabelle Périlhou, Madame Soleil, Fanfan, Jean-Jacques Lafon, Éric Galliano, Linda de Suza, Laurence Compain, Michel Klein, Paul Préboist, Michel Chevalet, Nadia Samir, Nicolas le Jardinier, Jean-Pierre Descombes, Carole Varenne, Jesse Garon, Carole Serrat, Claire Avril, Max Meynier, Harold Kay, Marlyse de La Grange, Didier Roustan, Éric Blanc, Michel Cardoze, Pat Le Guen Jean-François Pré, Ericarol.....

## Épisodes
1. Les aventuriers du croissant perdu
2. Pas de pluie chez les croissants dorés
3. Le retour du croissant masqué
4. La guerre du croissant (1)
5. Rock'n croissant
6. La guerre du croissant (2)
7. Cigarettes grenadine et petits croissants
8. L'odyssée du croissant doré
9. Grabuge à Croissant city
10. C… comme croissant, D… comme Doro
11. Les croissants de la saint Valentin
12. Le sourire de Dorothus
13. L'aube du croissant
14. Croissants sur le don
15. Croissants 0,5
16. Superpat 1
17. Superpat 2
18. Croissants pressés
19. Les croissants de la princesse
20. Le beau au bois dormant
21. Superpat 3 (1)
22. Superpat 3 (2)
23. Il est minuit Docteur Jacktzeir
24. Les croissants vont en enfer
25. Le croissant qui venait du froid
26. Superpat 4 (1)
27. Superpat 4 (2)
28. Le dernier des croissants
29. La guerre des tuyaux
30. Croissant glacé
31. Impossible amour
32. Le trésor du croissant
33. Fleur de croissant
34. Croissants dans la brousse
35. Croissantix
36. Mad Max croissant
37. C'est facile, c'est pas cher et ça peut rapporter des croissants
38. Force croissants
39. Croissants de course
40. Superpat 5
41. Le croissant coassant
42. Croissant sur le Nil
43. Best of 88 ; les meilleurs moments
44. Superpat 6
45. La planète des chiens
46. L'idole déjeune
47. Star Truc (1)
48. Croissant Drillon
49. Croissants verts
50. En forme de croissant
51. Le croissant du bonheur
52. Et pour quelques croissants de plus
53. Rock'n croissant
54. Star Truc (2)
55. Croissant de mouche
56. Croissant de nul…e
57. Noël blanc
58. Des moules, des frites et des croissants
59. Grabuge à croissant pour cent
60. Tournez croissants
61. Big sister (1)
62. Big sister (2)
63. Superpat 7
64. L'aimant de Lady Chaterton
65. Croissant et dragon
66. Superpat 8
67. On a volé la Doconde
68. Superpat 9 (1)
69. Superpat 9 (2)
70. Le croissant des étoiles
71. Croissant en fleurs
72. Olympique croissant
73. Sentimental croissant
74. Le croissant des hommes
75. Les orteils de la princesse (1)
76. Les orteils de la princesse (2)
77. Superpat 11
78. Le croissant des pyramides
79. Croissants musclés
80. Tarzannie
81. Le fantôme de McCroissant
82. Futur croissant (1)
83. Futur croissant (2)
84. Superpat 12 (1)
85. Superpat 12 (2)
86. Patman 1 (1)
87. Patman 1 (2)
88. Croissants une fois
89. Superpat 13
90. Superpat 14
91. Encore un dragon chez les croissants
92. La vache de Rome (1)
93. La vache de Rome (2)
94. Superpat 15 (1)
95. Superpat 15 (2)
96. Best of 89
97. La belle de Pékin (1)
98. La belle de Pékin (2)
99. Grabuge à Diguedondaine (1)
100. Grabuge à Diguedondaine (2)
101. Le chainon manquant
102. Superpat 16
103. Le jour où la Terre fut en danger
104. L'invention qui révolutionna le monde
105. L'étoile de Shangaï (1)
106. L'étoile de Shangaï (2)
107. Le studio des étoiles (1)
108. Le studio des étoiles (2)
109. Superpat 17 (1)
110. Superpat 17 (2)
111. Superpat 17 (3)
112. Superpat 17 (4)
113. L'enchanteur de Parme
114. Les défenseurs de l'univers
115. Les défenseurs de l'univers : la planète des fleurs
116. Les défenseurs de l'univers : la montagne d'engrais
117. Paire Noël (1)
118. Paire Noël (2)
119. Best of 90
120. Hong Kong blues (1)
121. Hong Kong Blues (2)
122. Le croissant pirate
123. Viva el croissante
124. Le bacille de ploc (1)
125. Le bacille de ploc (2)
126. Jacky Larson (1)
127. Jacky Larson (2)
128. L'homme le plus riche du monde
129. Autant en emportent les croissants
130. Croissants de Gaule
131. Jackymodo
132. L'effet fée
133. Les faiblesses des fées blessent (1)
134. Les faiblesses des fées blessent (2)
135. La petite marchande de briquet
136. Antor la planète nette
137. Jacotte je t'aime
138. Les lavandières du Portugal
139. Ama-zone dangereuse

La série peut être divisé en 4 saisons :
La saison 1 (1987-1988) regroupe les épisodes 1 à 43.
La saison 2 (1988-1989) regroupe les épisodes 44 à 80.
La saison 3 (1989-1990) regroupe les épisodes 81 à 102.
La saison 4 (1990-1991) regroupe les épisodes 103 à 139.

## Autour de la série
- On retrouve dans la série plusieurs personnages devenus récurrents au fil des épisodes : Superpat (joué par Patrick Simpson-Jones), la Fée Dodo et la Fée Caca, le Docteur Jackenstein (ou le savant fou, interprété par Jacky) et son assistante la fidèle Ariane, l'innocente victime (Corbier), Marotte et Charlie (dont le succès fut tel qu'elles devinrent une série à part).

- La série parodiait également les dessins animés du Club Dorothée et fut déclinée en roman-photo dans l'hebdomadaire Dorothée Magazine.